# Nelson Batista
Nelson César Gonçalves Batista (Lousa, 12 de janeiro de 1971) é um contabilista e político português, Presidente da Junta de Freguesia de Lousa durante três mandatos é atualmente vereador com pelouros na Câmara Municipal de Loures.

## Biografia
Nascido em Lousa, concelho de Loures, Portugal, foi neste concelho onde desenvolveu grande parte da sua vida pessoal académica e profissional.

### Percurso académico e profissional
Com percurso académico inicial na Escola Básica de Lousa e na Escola Secundária José Afonso e licenciou-se em Gestão Autárquica, no Instituto Superior de Educação e Ciências.
Iniciou a sua carreira como Agente de Seguros em 1995, inscrito na Autoridade de Supervisão de Seguros e Fundos de Pensões, e mais tarde como Contabilista Certificado em 1998, inscrito na Ordem dos Contabilistas Certificados. Sócio de uma empresa de Contabilidade, integrou o Conselho Fiscal da Caixa de Crédito Agrícola Mútuo de Loures, Sintra e Litoral, até à sua eleição como vereador em 2021.

### Percurso político
Iniciou o seu percurso pelo associativo estudantil na Escola Secundária José Afonso, tendo posteriormente fundado a Associação Recreativa de Carcavelos de Lousa, a que presidiu até 2012, e foi dirigente do Atlético Clube da Malveira.
Membro da Juventude Social Democrata e do Partido Social democrata, concorreu por este partido à Junta de Freguesia de Lousa em 2009, com 39.94% dos votos. Nelson Batista, concorreu e ganhou também os dois mandatos seguintes, em 2013 com 59.37% e em 2017 com 63,13% dos votos.
Entre 2017 e 2021 integrou o Conselho Geral da ANAFRE.
Nas Eleições Autárquicas de 2021, Nelson Batista candidatou-se à Câmara Municipal de Loures como cabeça de lista pelo Partido Social Democrata e obteve 14% dos votos, elegendo 2 mandatos. Dos pelouros existentes, Nelson Batista ficou com a responsabilidade do Departamento do Ambiente e da Divisão de Economia e Inovação.